# Juan Alberto Espil
Juan Alberto Espil Vanotti (ur. 5 stycznia 1968 w Bahía Blanca) – argentyński koszykarz, występujący na pozycjach rzucającego obrońcy lub niskiego skrzydłowego, posiadający także włoskie obywatelstwo, olimpijczyk.

## Osiągnięcia
Na podstawie, o ile nie zaznaczono inaczej.
Drużynowe
- Mistrz:
  - Argentyny (1993)
  - II ligi hiszpańskiej (2007)
- Wicemistrz:
  - Hiszpanii (1998)
  - Argentyny (1991, 1996)
- Zdobywca:
  - pucharu Hiszpanii (1999)
  - superpucharu Włoch (2000)
- 4. miejsce podczas mistrzostw Hiszpanii (2000)

Indywidualne
- MVP:
  - ligi argentyńskiej (1993)
  - finałów ligi argentyńskiej (1993)
  - kolejki hiszpańskiej ligi ACB (21 – 1998/1999, 19 – 2003/2004)
- Objawienie sezonu ligi argentyńskiej (1989)
- Zwycięzca konkursu rzutów za 3 punkty ligi hiszpańskiej (1996/1997)
- Uczestnik meczu gwiazd ligi:
  - argentyńskiej (1991, 1993, 1995)
  - hiszpańskiej (1996)
- Lider strzelców ligi argentyńskiej (1993, 1995, 1996)
- Klub Estudiantes zastrzegł należący do niego numer 10 (2013)

Reprezentacja
- Mistrz igrzysk panamerykańskich (1995)
- Wicemistrz:
  - Ameryki (1995)
  - Ameryki Południowej (1999)
- Brązowy medalista mistrzostw:
  - Ameryki (1993, 1999)
  - Ameryki Południowej (1991)
- Uczestnik:
  - mistrzostw świata (1994 – 9. miejsce, 1998 – 8. miejsce)
  - igrzysk olimpijskich (1996  – 9. miejsce)